# Silas C. Hatch
Silas Clinton Hatch (* 28. März 1821 in Bangor, Maine; † 27. Juli 1890 ebenda) war ein US-amerikanischer Geschäftsmann und Politiker, der von 1874 bis 1876 Maine State Treasurer war.

## Leben
Silas C. Hatch wurde in Bangor, Maine als Sohn von Silas Hatch und Mary Curry geboren. Er besuchte die Schule in Bangor und studierte anschließend am Gorham Seminary.
Er eröffnete im Jahr 1845 einen Handel in Bangor und betrieb diesen bis zum Jahr 1870. Hatch gehörte dem City-Government vierzehn Jahre an, dem Common-Council und dem Board of Aldermen jeweils sieben Jahre. Acht Jahre war er City Assessor und er gehörte dem Executive Council in den Jahren 1871, 1872 und 1878 an. Von 1874 bis 1876 war er Maine State Treasurer. Bei der Präsidentschaftswahl 1856 war er als Wahlmann für Millard Fillmore tätig. Der Stadtversammlung von Bangor gehörte er in den Jahren 1873 bis 1874 und 1881 bis 1882 an. Vorsitzender der Stadtversammlung war er im Jahr 1882.
Silas C. Hutch starb am 27. Juli 1890 in Bangor. Sein Grab befindet sich auf dem Mount Hope Cemetery in Bangor.